# Rex Mays

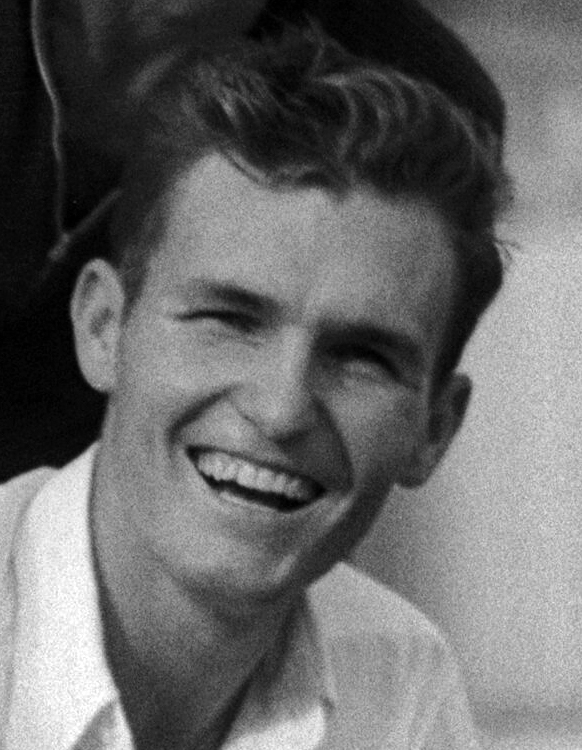
Rex Mays

Rex Mays (10 de marzo de 1913, Riverside, California, Estados Unidos - 6 de noviembre de 1949) fue un piloto de automovilismo estadounidense que logró 8 victorias y 19 podios en el Campeonato Nacional de la AAA. Fue campeón en 1940 y 1941, quinto en 1947, y sexto en 1949.
El piloto logró cuatro pole positions y lideró 266 vueltas en las 500 Millas de Indianápolis, aunque nunca pudo ganar; sus mejores resultados fueron segundo en 1940 y 1941, y sexto en 1947. Mays murió a los 36 años de edad en un choque en una carrera de la AAA en Del Mar.

## Carrera deportiva
Mays debutó en el Campeonato Nacional de la AAA en 1934, a la edad de 22 años. Abandonó en la vuelta 54 de las 500 Millas de Indianápolis por falla mecánica, tras lo cual corrió las últimas 70 vueltas como relevo de Frank Brisko para llegar a meta noveno. Tiempo después, disputó la carrera de Mines Field.
En 1935 logró la pole position para las 500 Millas de Indianápolis y lideró 89 vueltas de la carrera, pero abandonó en la vuelta 123 por problemas mecánicos. En diciembre de ese año, venció en la carrera no puntuable de Legion Ascot ante Louis Meyer.
En enero de 1936, el californiano ganó en Legion Ascot y llegó segundo en Oakland, ambas carreras fuera de campeonato. En Indianápolis obtuvo la pole position, pero abandonó en la vuelta 193 por falta de combustible. Más tarde consiguió el primer puesto en Goshen y el tercero en Syracuse.
Mays pilotó un Alfa Romeo en las 500 Millas de Indianápolis de 1937, donde clasificó 23º y abandonó en la vuelta 25 por sobrecalentamiento del motor. Volvió a la pista como relevo de Shorty Cantlon por 55 vueltas y de Tony Gulotta por 17. Luego ganó las carreras no puntuable de Cleveland y Milwaukee, llegó tercero en la Copa Vanderbilt, y abandonó en Syracuse por rotura del motor. Así, el piloto se colocó octavo en el Campeonato de la AAA.
El piloto clasificó tercero a las 500 Millas de Indianápolis de 1938, de nuevo con Alfa Romeo. Lideró 16 vueltas pero abandonó en la 45 por falla del compresor. Ese año llegó segundo en Syracuse y tercero en la carrera no puntuable de Milwaukee.
En 1939, el californiano abandonó por sexto año consecutivo en las 500 Millas de Indianápolis. En Milwaukee abandonó tempranamente; luego se subió al automóvil de Joel Thorne en la vuelta 14 y llegó noveno a ocho vueltas del ganador. En Syracuse obtuvo la pole position pero abandonó por vuelco.
Mays clasificó primero a las 500 Millas de Indianápolis de 1940, y lideró 59 vueltas para terminar segundo detrás de Wilbur Shaw. Después ganó en las dos fechas restantes, Springfield y Syracuse, por lo que obtuvo el título de la AAA frente a Shaw, Mauri Rose y Ted Horn.
La temporada 1941 fue similar para el californiano. En las 500 Millas de Indianápolis largó segundo y llegó en dicha posición luego de liderar 38 vueltas, siendo superado por la dupla Floyd Davis / Mauri Rose. Nuevamente ganó las dos carreras restantes, en este caso Milwaukee y Syracuse, por lo que defendió el campeonato ante Ted Horn, Ralph Hepburn y Floyd Davis.
Luego de finalizada la Segunda Guerra Mundial, Mays volvió a disputar las 500 Millas de Indianápolis de 1946 con el número 1. Sin embargo, debió abandonar en la vuelta 27 por falla mecánica. Más tarde, ganó tres de las cinco carreras de 100 millas en Langhorne, Indiana State Fairgrounds y Milwaukee. Sin embargo, el Campeonato Nacional de la AAA contó ese año con decenas de carreras de automóviles sprint, de las que se ausentó. Por tanto, quedó relegado a la novena colocación final, lejos del puntaje de Ted Horn, George Robson, Bill Holland y Joie Chitwood entre otros.
En 1947, el piloto llegó sexto en las 500 Millas de Indianápolis, segundo en Milwaukee 1, décimo en Milwaukee 2, compartió un cuarto puesto en Milwaukee 3 con Tony Bettenhausen, y terminó cuarto en Arlington. Por tanto, resultó quinto en el campeonato, por detrás de Horn, Rose, Holland y Charles Van Acker.
Mays logró su cuarta pole position en las 500 Millas de Indianápolis de 1948, pero abandonó por pérdida de combustible luego de haber liderado 36 vueltas. Esa temporada, obtuvo dos cuartos puestos en Milwaukee 2 y Springfield 1, y un séptimo en las 200 Millas de Milwaukee como mejores resultados.
El californiano inició la temporada 1949 con un segundo puesto en Arlington 1. Luego clasificó segundo a las 500 Millas de Indianápolis, aunque abandonó en la vuelta 49 por falla mecánica. Luego llegó segundo en Springfield 1, Springfield 2, Sacramento y una carrera no puntuable en Arlington, y tercero en las 200 Millas de Milwaukee y Williams Grove. Esto le significó culminar la temporada en el sexto puesto.
En la última fecha de la AAA en Del Mar, Mays sufrió un choque en carrera que acabó con su vida. En su honor, la carrera de junio en Milwaukee se denominó Clásico Rex Mays desde 1950 hasta 1987.